# Aughrim (County Galway)
Aughrim (irisch Eachroim, deutsch ‚Pferderücken‘) ist ein Dorf in der Grafschaft Galway, Irland. Es liegt zwischen den Städten Loughrea und Ballinasloe an der alten Nationalstraße N6 (heute R446), die früher die Hauptstraße zwischen Galway und Dublin war.

## Geschichte
In Aughrim bereitete der Marquis de St Ruth die irisch-katholischen jakobitischen Truppen auf die Schlacht von Aughrim vor, die am 12. Juli 1691 während des Wilhelminischen Krieges in Irland stattfand. Die Schlacht gilt als eine der blutigsten auf irischem Boden; mehr als 7000 Menschen wurden getötet.
Zwei südlich, im Townland Attidermot, gelegene  Ringforts, Aughrim Fort und Lisbeg, sind Nationaldenkmäler.

## The Battle of Aughrim Visitor Centre
In Aughrim wurde 1991 das „The Battle of Aughrim Visitor Centre“ eröffnet. Das Museum, welches auch das historische Schlachtfeld umfasst, ist in Zusammenarbeit des Aughrim Heritage Committee, des Ireland West Tourism und dem Galway County Council entstanden. Es beherbergt Artefakte, die auf dem Schlachtfeld gefunden wurden, sowie dreidimensionale Ausstellungsstücke und einen Dokumentarfilm, der den Verlauf der Schlacht und ihre Bedeutung im weiteren Kontext der irischen Geschichte erläutert.

## Verkehr
Aughrim liegt an der alten N6 (R446) von Galway nach Dublin und wird heute von der Autobahn M6 umfahren. Die Autobahn wurde am 23. Juli 2009 (von Athlone nach Ballinasloe) und am 18. Dezember 2009 (von Ballinasloe nach Galway) eröffnet. Der Ort liegt etwa 5,5 Kilometer von der Anschlussstelle Ballinasloe West M6 (J15) entfernt.